# How Blue Can You Get
How Blue Can You Get es un álbum póstumo del guitarrista norirlandés de blues rock y hard rock Gary Moore, publicado en 2021 por Provogue Records. Consiste en cuatro versiones y cuatro canciones originales, una de estas últimas es una versión alternativa de «Love Can Make a Fool of You», pista que figuró en la remasterización de 2002 de Corridors of Power (1982). Cabe indicar que se desconoce en qué año y en donde fueron registradas las canciones.

## Lista de canciones
| N.º | Título                        | Escritor(es)              | Duración |  |
| 1.  | «I'm Tore Down»               | Sonny Thompson            | 6:10     |  |
| 2.  | «Steppin' Out»                | Memphis Slim              | 3:18     |  |
| 3.  | «In My Dreams»                | Gary Moore                | 5:42     |  |
| 4.  | «How Blue Can You Get»        | Leonard Feather           | 7:15     |  |
| 5.  | «Looking at Your Picture»     | Moore                     | 4:29     |  |
| 6.  | «Love Can Make a Fool of You» | Moore                     | 6:23     |  |
| 7.  | «Done Somebody Wrong»         | Elmore James, Morris Levy | 3:44     |  |
| 8.  | «Living with the Blues»       | Moore                     | 7:13     |  |

## Posicionamiento en listas musicales
| País         | Lista (2021)                  | Posición |
| ------------ | ----------------------------- | -------- |
| Alemania     | Media Control Charts          | 22       |
| Austria      | Ö3 Austria Top 40             | 19       |
| Bélgica      | Ultratop 200 Albums (Flandes) | 118      |
| Bélgica      | Ultratop (Valonia)            | 52       |
| Escocia      | Scottish Albums Chart         | 13       |
| Países Bajos | Dutch Top 100 Albums          | 12       |
| Reino Unido  | Albums Chart Update           | 26       |
| Reino Unido  | Albums Download Chart         | 42       |
| Reino Unido  | Albums Sales Chart            | 13       |
| Reino Unido  | Independent Albums Chart      | 6        |
| Reino Unido  | Jazz & Blues Albums Chart     | 1        |
| Reino Unido  | Physical Albums Chart         | 13       |
| Reino Unido  | UK Albums Chart               | 54       |
| Reino Unido  | Vinyl Albums Chart            | 20       |
| Suiza        | Schweizer Hitparade           | 18       |

## Músicos
- Gary Moore: voz y guitarra eléctrica
- Pete Rees: bajo
- Darrin Mooney: batería en pistas 1, 3 y 7
- Graham Walker: batería en pistas 2, 4, 6 y 8